# Titularbistum Patara
Das Bistum Patara (lateinisch Dioecesis Patarensis) ist ein Titularbistum der römisch-katholischen Kirche.
Es geht zurück auf ein früheres Bistum der antiken Stadt Patara in der kleinasiatischen Landschaft Lykien im Südwesten der heutigen Türkei, das der Kirchenprovinz Myra angehörte.
| Titularbischöfe von Patara |                                            |                                                                                            |                    |                    |
| Nr.                        | Name                                       | Amt                                                                                        | von                | bis                |
| 1                          | Giuseppe Fonseca OP                        | Weihbischof in Évora (Portugal)                                                            | 7. Mai 1714        |                    |
| 2                          | Andreas de Rossi OTheat                    |                                                                                            | 7. August 1741     |                    |
| 3                          | Franciszek Podkański SJ                    | Weihbischof in Krakau (Polen)                                                              | 23. Juli 1753      | 11. Juli 1789      |
| 4                          | Márton Görgey                              | Weihbischof in Gran (Ungarn)                                                               | 24. September 1804 | 23. August 1807    |
| 5                          | Józef Gabriel Gembart SJ                   | Weihbischof in Gnesen (Polen)                                                              | 26. September 1814 | 30. Dezember 1821  |
| 6                          | Giuseppe Novella OFM                       | Apostolischer Koadjutorvikar von Houkouang (China)                                         | 22. Mai 1847       | 26. Februar 1872   |
| 7                          | Angelo Bersani-Dossena                     | Koadjutorbischof von Lodi (Italien)                                                        | 30. März 1875      | 12. Juni 1887      |
| 8                          | Luigi M. Cannavò OFMCap (Luigi M. Cannavo) | emeritierter Bischof von Kreta (Griechenland)                                              | 10. Mai 1889       | 1907               |
| 9                          | Nykyta Budka                               | Apostolischer Exarch von Kanada (Kanada)                                                   | 15. Juli 1912      | 1. Oktober 1949    |
| 10                         | Vincenzo Maria Jacono                      | emeritierter Bischof von Nicastro (Italien)                                                | 18. Januar 1961    | 20. April 1971     |
| 11                         | Iwan Choma                                 | Rektor der Ukrainisch-katholischen Universität St. Clemens in Rom (Italien)                | 22. Februar 1996   | 3. Februar 2006    |
| 12                         | Jaime Spengler OFM                         | Weihbischof in Porto Alegre (Brasilien)                                                    | 10. November 2010  | 18. September 2013 |
| 13                         | Giovanni Battista Piccioli                 | Weihbischof in Guayaquil (Ecuador)                                                         | 26. Oktober 2013   | 2. Februar 2022    |
| 14                         | Jamal Khader                               | Weihbischof in Jerusalem (Palästinensische Autonomiegebiete, Israel, Jordanien und Zypern) | 11. März 2022      | 13. Januar 2024    |
| 15                         | Josivaldo José Bezerra                     | Weihbischof in Olinda e Recife (Brasilien)                                                 | 8. November 2024   |                    |